# Estación Tigre
Tigre es una estación ferroviaria ubicada en la localidad y partido homónimos, Gran Buenos Aires, Argentina.

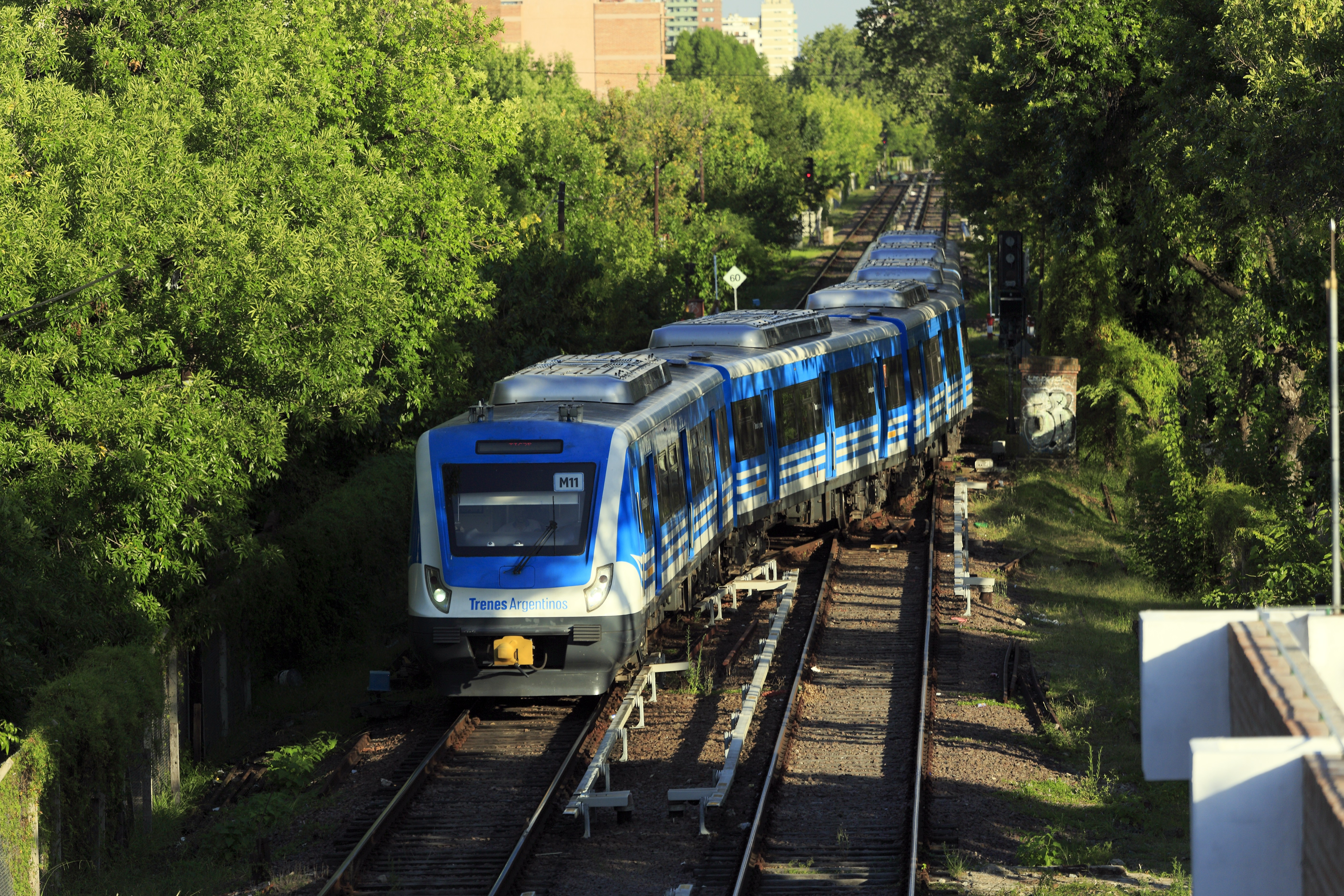
Un tren llegando a la estación.

## Ubicación
La estación se encuentra próxima al Río Tigre. Recientemente sometida a varias remodelaciones, como puestos de comida y comercios en el hall y las adyacencias, por tratarse de una zona con alto interés turístico y recreativo.
Se encuentra próxima a la Estación Delta del Tren de la Costa, continuación del ramal Retiro – Bartolomé Mitre.
A unos 150 metros se ubica la Estación fluvial de pasajeros "Domingo Faustino Sarmiento" y en las cercanías muchos de los 15 Clubes de remo del delta del Paraná

## Servicios
Es la estación terminal del servicio eléctrico metropolitano de la Línea Mitre que se presta entre ésta y Retiro.

## Historia
La estación actual de Tigre no es la original, que data de fines del siglo XIX. En el año 1995, la terminal fue trasladada de su antigua ubicación a un nuevo edificio, especialmente para eliminar el paso a nivel de la Avenida Cazón.
La antigua terminal, junto al Río Tigre, fue conservada y se transformó en el 2000 en la nueva terminal fluvial de las lanchas que parten al delta del Paraná.